# Марков, Дмитрий Сергеевич (архитектор)
Дми́трий Серге́евич Ма́рков (30 июня 1877, Московский уезд, Московская губерния — 26 февраля 1943, Москва) — русский и советский архитектор, работавший в Москве.

## Биография
Окончил Московское училище живописи, ваяния и зодчества в 1904 году со званием классного художника архитектуры. В том же году был принят в Московское архитектурное общество (МАО). В 1907 году был назначен сверхштатным техником Строительного отделения Московского губернского правления. В 1912 году был избран учёным секретарём МАО, в 1922 году — заместителем председателя МАО. Одержал победу в объявленном МАО конкурсе и построил в 1913 году дом Общества в Ермолаевском переулке.
В 1920 году вместе с И. П. Машковым и И. Э. Грабарём входил в состав комиссии по реставрации старого здания Московского университета на Моховой улице. С 1922 года являлся заместителем председателя МАО. В 1926—1929 годах возглавлял проектную группу российско-германского общества «Русгерстрой». Входил в комиссию по выработке общесоюзных норм и технических условий проектирования при Всесоюзном комитете по стандартизации (ВКС) и Технический совет Строительного комитета ВСНХ РСФСР. В 1928 году выполнил конкурсный проект здания библиотеки имени В. И. Ленина (1-я премия, совместно с Д. Ф. Фридманом). В 1930-х годах работал в Наркомпросе.
До Октябрьской революции жил в Москве в Пименовском переулке, 1. В 1920-х — первой половине 1930-х годов жил по адресу: Моховая улица, 3, кв. 5.
Умер в Москве 26 февраля 1943 года.

## Проекты и постройки
- 1913 — Доходный дом Московского архитектурного общества, Москва, Ермолаевский переулок, 17, объект культурного наследия федерального значения[13];
- 1914 — перестройка особняка Л. В. Готье-Дюфайе, Москва, улица Чаплыгина, 3[14];
- 1914—1915 — дача Смирновых в Сокольниках, Москва, Большая Оленья ул., д. 15, стр. 1, выявленный объект культурного наследия[15];
- 1914—1916 — павильон Общества любителей Верховой езды, Москва[16];
- 1914—1916 — проект загородного дома Смирновых[16] (не осуществлён);
- 1928 — Общежитие для студентов 2-го МГУ, Москва[17].